# I wciąż ją kocham (powieść)
I wciąż ją kocham (ang. Dear John) – powieść autorstwa Nicholasa Sparksa, amerykańskiego pisarza z 2006 roku. W 2010 roku została zekranizowana pod tym samym tytułem.

## Opis fabuły
John Tyree nie miał łatwego dzieciństwa. Gdy uświadomił sobie, że nie ma szans na wykształcenie wyższe, postanowił dołączyć do Armii Stanów Zjednoczonych. Będąc na przepustce przypadkowo spotkał dziewczynę swoich marzeń – Savannah Lee Curtis. Dziewczyna jest przeciwieństwem chłopaka. Nigdy nie sprawiała problemów wychowawczych, studiuje, a także pracuje dla Habitat for Humanity, gdzie wraz z grupą studentów w ramach wolontariatu buduje domy dla ubogich. Pomimo różnic, między młodymi zaczyna iskrzyć. Niestety czas przepustki się kończy, ale dziewczyna obiecuje poczekać na ukochanego, aż ten skończy swoją służbę w wojsku. W międzyczasie wydarzenia z 11 września 2001 roku, które wstrząsnęły całym światem, wstrząsną również głównymi bohaterami. John staje przed trudnym wyborem – miłość do Savannah czy wierność Ojczyźnie? W tym czasie dostaje również list od ukochanej, w którym dziewczyna informuje go, że zakochała się w kimś innym… Po powrocie do domu rodzinnego John staje przed najtrudniejszym wyborem, do którego zmusza go miłość.

## Bohaterowie
- John Tyree
- Savannah Lee Curtis,
- Pan Tyree,
- Tim Wheedon,
- Noodles,
- Rooster.

## Źródła
- https://viva.pl/kultura/film/lp/wciaz-ja-kocham/